# قائمة الجامعات والكليات في سول
قائمة الجامعات في مدينة سول، عاصمة كوريا الجنوبية:
- الجامعة الكاثوليكية في كوريا
- جامعة تشونغ انغ
- جامعة تشوغيي للآداب
- جامعة دونغوك
- جامعة دونغدوك للإناث
- جامعة دوكسونغ للإناث
- جامعة إيهوا للإناث
- جامعة هانكوك للدراسات الأجنبية
- جامعة هانسنغ
- جامعة هانيانغ
- جامعة هونغيك
- جامعة إندوك
- جامعة كوانغوون
- معهد كوريا للتطوير
- جامعة كونكوك
- جامعة غكمن
- جامعة كوريا الوطنية المفتوحة
- الجامعة الكورية الوطنية الرياضية
- جامعة كوريا الوطنية للفنون
- جامعة كوريا
- جامعة كيونغي
- جامعة كيونغ هي
- جامعة ميونغجي
- جامعة ساميوك
- جامعة سانغميونغ
- جامعة سيجونغ
- جامعة سيوكيونغ
- جامعة سيول الإلكترونية
- جامعة سول الحكومية
- جامعة سول الوطنية للتعليم
- جامعة سول الوطنية للتكنولوجيا
- جامعة سول للإناث
- جامعة سوغانغ
- جامعة كونغشن للإناث
- جامعة سوكميونغ للإناث
- جامعة سونجسيل في كوريا
- جامعة سونغ كيون كوان
- جامعة سول
- جامعة يونسي